# Minanga capra
Minanga capra är en stekelart som först beskrevs av Günther Enderlein 1905.  Minanga capra ingår i släktet Minanga och familjen bracksteklar. Inga underarter finns listade i Catalogue of Life.